# Matelea borinquensis
Matelea borinquensis är en oleanderväxtart som beskrevs av Alain H. Liogier. Matelea borinquensis ingår i släktet Matelea och familjen oleanderväxter. Inga underarter finns listade i Catalogue of Life.